# تيلميلي
تيلميلي هي مدينة ومحافظة فرعية تقع في إقليم كنديا غرب غينيا. وهي عاصمة محافظة تيلميلي. وتقع في مرتفعات فوتا جالون. قُدّر عدد سكانها بـ 15973 نسمة في عام 2008.

## غيمي سانغان
كان غيمي سانغان حصنًا لكولي تينغيلا الواقع في تليملي. في 20 فبراير 1888 ، تنازل ألمامي سوري ورؤساء فوتا ثيوقراطية عن غيمي سانغان، وأراضي عاصمة كولي تينغيلا للمفاوض الفرنسي إيمي أوليفييه دو ساندرفال. ووقعها المامي إبراهيما سوري نجل عبد القديري وثيرنو إبراهيما رئيس إقليم تمبي توني.
لديها مستشفى قطاعي بسعة 44 سريرا.